# Équation d'Ergün
L'équation d'Ergün donne la perte de charge d'un fluide, liquide ou gaz, au travers d'un lit de particules. Elle a été obtenue par Sabri Ergün (1952).

## L'équation d'Ergün
Elle s'exprime de la manière suivante :
{\displaystyle {\frac {\Delta p}{L}}=151.2{\frac {\mu }{d^{2}}}{\frac {(1-\epsilon )^{2}}{\epsilon ^{3}}}u+1.8{\frac {\rho }{d}}{\frac {1-\epsilon }{\epsilon ^{3}}}u^{2}}
où
- {\displaystyle \Delta p} est la perte de charge (variation de pression),
- {\displaystyle L} l'épaisseur du lit de particules,
- {\displaystyle \epsilon } sa porosité,
- {\displaystyle d} le diamètre des billes constituant ce lit (ou le diamètre équivalent pour des particules non sphériques),
- {\displaystyle \rho } la masse volumique du fluide,
- {\displaystyle \mu } sa viscosité dynamique.
- u la vitesse du fluide en fut vide (en absence du milieu poreux)

## Relation avec d'autres équations
Cette équation généralise la loi de Kozeny-Carman, laquelle correspond au premier terme de la loi ci-dessus.
Elle est identique à la loi de Darcy-Forchheimer avec :
- {\displaystyle K={\frac {d^{2}}{150}}{\frac {\epsilon ^{3}}{(1-\epsilon )^{2}}}} perméabilité,
- {\displaystyle \alpha ={\frac {21.43}{d^{2}}}{\frac {(1-\epsilon )^{2}}{\epsilon ^{\frac {9}{2}}}}} nombre d'Ergün.